# Peru na Letnich Igrzyskach Olimpijskich 2008
Reprezentacja Peru na Letnich Igrzyskach Olimpijskich 2008 w Pekinie liczyła 12 zawodników. Był to szesnasty start Peru na letnich igrzyskach olimpijskich.

## Badminton
Kobiety
| Zawodniczka    | Konkurencja    | 1/64                | 1/32                    | 1/16                          | Ćwierćfinał                   | Półfinał                      | Finał                         |                               |
| Zawodniczka    | Konkurencja    | Przeciwniczka Wynik | Przeciwniczka Wynik     | Przeciwniczka Wynik           | Przeciwniczka Wynik           | Przeciwniczka Wynik           | Przeciwniczka Wynik           |                               |
| -------------- | -------------- | ------------------- | ----------------------- | ----------------------------- | ----------------------------- | ----------------------------- | ----------------------------- | ----------------------------- |
| Claudia Rivero | gra pojedyncza |                     | Pi Hongyan P 6-21, 9-21 | Odpadła z dalszej rywalizacji | Odpadła z dalszej rywalizacji | Odpadła z dalszej rywalizacji | Odpadła z dalszej rywalizacji | Odpadła z dalszej rywalizacji |

## Judo
Mężczyźni
| Zawodnik       | Konkurencja | 1/32                       | 1/16                        | Ćwierćfinał       | Półfinał          | Pierwsza runda repasaży     | Ćwierćfinał repasaży         | Półfinał repasaży            | Finał                        |
| Zawodnik       | Konkurencja | Przeciwnik Wynik           | Przeciwnik Wynik            | Przeciwnik Wynik  | Przeciwnik Wynik  | Przeciwnik Wynik            | Przeciwnik Wynik             | Przeciwnik Wynik             | Przeciwnik Wynik             |
| -------------- | ----------- | -------------------------- | --------------------------- | ----------------- | ----------------- | --------------------------- | ---------------------------- | ---------------------------- | ---------------------------- |
| Carlos Zegarra | +100kg      | Sandro Lopez W 1001 - 1000 | Óscar Braison P 0000 - 1000 | Awans do repasaży | Awans do repasaży | Rudy Hachache P 0100 - 0200 | Odpadł z dalszej rywalizacji | Odpadł z dalszej rywalizacji | Odpadł z dalszej rywalizacji |

## Lekkoatletyka
Mężczyźni
| Louis Tristán    | skok w dal | 7.62 | 32 | Odpadł z dalszej rywalizacji | Odpadł z dalszej rywalizacji | Odpadł z dalszej rywalizacji | Odpadł z dalszej rywalizacji |
| Constantino León | maraton    |      |    | 2:28:04                      | 61                           |                              |                              |

## Pływanie
Mężczyźni
| Zawodnik             | Konkurencja         | Eliminacje | Eliminacje | Półfinał                     | Półfinał                     | Finał                        | Miejsce                      |
| Zawodnik             | Konkurencja         | Wynik      | Miejsce    | Wynik                        | Miejsce                      | Wynik                        | Miejsce                      |
| -------------------- | ------------------- | ---------- | ---------- | ---------------------------- | ---------------------------- | ---------------------------- | ---------------------------- |
| Emmanuel Crescimbeni | 200m st. motylkowym | 2:02.13    | 43         | Odpadł z dalszej rywalizacji | Odpadł z dalszej rywalizacji | Odpadł z dalszej rywalizacji | Odpadł z dalszej rywalizacji |

Kobiety
| Zawodniczka   | Konkurencja         | Eliminacje | Eliminacje | Półfinał                      | Półfinał                      | Finał                         | Miejsce                       |
| Zawodniczka   | Konkurencja         | Wynik      | Miejsce    | Wynik                         | Miejsce                       | Wynik                         | Miejsce                       |
| ------------- | ------------------- | ---------- | ---------- | ----------------------------- | ----------------------------- | ----------------------------- | ----------------------------- |
| Valeria Silva | 100m st. klasycznym | 1:11.64    | 38         | Odpadła z dalszej rywalizacji | Odpadła z dalszej rywalizacji | Odpadła z dalszej rywalizacji | Odpadła z dalszej rywalizacji |

## Podnoszenie ciężarów
Kobiety
| Zawodniczka      | Konkurencja | Rwanie | Rwanie  | Podrzut | Podrzut | Łączna nota | Miejsce |
| Zawodniczka      | Konkurencja | Wynik  | Miejsce | Wynik   | Miejsce | Łączna nota | Miejsce |
| ---------------- | ----------- | ------ | ------- | ------- | ------- | ----------- | ------- |
| Cristina Cornejo | 75kg        | 97.0   | 11      | 128.0   | 9       | 225.0       | 10      |

## Strzelectwo
Mężczyźni
| Zawodnik        | Konkurencja | Kwalifikacje | Kwalifikacje | Finał                        | Finał                        | Miejsce                      |
| Zawodnik        | Konkurencja | Punkty       | Miejsce      | Punkty                       | Miejsce                      | Miejsce                      |
| --------------- | ----------- | ------------ | ------------ | ---------------------------- | ---------------------------- | ---------------------------- |
| Marco Matellini | skeet       | 95           | 40           | Odpadł z dalszej rywalizacji | Odpadł z dalszej rywalizacji | Odpadł z dalszej rywalizacji |

## Szermierka
Kobiety
| Zawodniczka      | Konkurencja | 1/64                 | 1/32                          | 1/16                          | Ćwierćfinał                   | Półfinał                      | Finał                         |
| Zawodniczka      | Konkurencja | Przeciwniczka Wynik  | Przeciwniczka Wynik           | Przeciwniczka Wynik           | Przeciwniczka Wynik           | Przeciwniczka Wynik           | Przeciwniczka Wynik           |
| ---------------- | ----------- | -------------------- | ----------------------------- | ----------------------------- | ----------------------------- | ----------------------------- | ----------------------------- |
| Maria Luisa Doig | floret      | Katja Wachter P 4-15 | Odpadła z dalszej rywalizacji | Odpadła z dalszej rywalizacji | Odpadła z dalszej rywalizacji | Odpadła z dalszej rywalizacji | Odpadła z dalszej rywalizacji |

## Taekwondo
Mężczyźni
| Zawodnik           | Konkurencja | 1/16              | Ćwierćfinał              | Półfinał         | Finał            | Walka o brąz         |
| Zawodnik           | Konkurencja | Przeciwnik Wynik  | Przeciwnik Wynik         | Przeciwnik Wynik | Przeciwnik Wynik | Przeciwnik Wynik     |
| ------------------ | ----------- | ----------------- | ------------------------ | ---------------- | ---------------- | -------------------- |
| Peter Lopez Santos | 68kg        | Burak Hasan W 1-3 | Isah Adam Muhammad W 0-3 | Mark López P 2-1 | Nie wystąpił     | Servet Tazegul P 1-0 |

## Zapasy
Mężczyźni
| Zawodnik      | Konkurencja       | Kwalifikacje     | 1/8                                   | Ćwierćfinał                | Półfinał                     | Pierwsza runda repasaży      | Druga runda repasaży         | Finał                        |                              |
| Zawodnik      | Konkurencja       | Przeciwnik Wynik | Przeciwnik Wynik                      | Przeciwnik Wynik           | Przeciwnik Wynik             | Przeciwnik Wynik             | Przeciwnik Wynik             | Przeciwnik Wynik             |                              |
| ------------- | ----------------- | ---------------- | ------------------------------------- | -------------------------- | ---------------------------- | ---------------------------- | ---------------------------- | ---------------------------- | ---------------------------- |
| Sixto Barrera | st.klasyczny 74kg |                  | Valdemaras Venckaitis W 1-2, 1-1, 1-1 | Chang Yongxiang P 1-2, 0-7 | Odpadł z dalszej rywalizacji | Odpadł z dalszej rywalizacji | Odpadł z dalszej rywalizacji | Odpadł z dalszej rywalizacji | Odpadł z dalszej rywalizacji |

## Żeglarstwo
Kobiety
| Zawodniczka    | Konkurencja  | Wyścig | Wyścig | Wyścig | Wyścig | Wyścig | Wyścig | Wyścig | Wyścig | Wyścig | Wyścig | Wyścig | Punkty | Miejsce |
| Zawodniczka    | Konkurencja  | 1      | 2      | 3      | 4      | 5      | 6      | 7      | 8      | 9      | 10     | 11     | Punkty | Miejsce |
| -------------- | ------------ | ------ | ------ | ------ | ------ | ------ | ------ | ------ | ------ | ------ | ------ | ------ | ------ | ------- |
| Paloma Schmidt | Laser Radial | 9      | 26     | 27     | 28     | 14     | 26     | 22     | 12     | 28     | CAN    |        | 163    | 26      |